# Layeun
Layeun is een bestuurslaag in het regentschap Aceh Besar van de provincie Atjeh, Indonesië. Layeun telt 769 inwoners (volkstelling 2010).